# Урок (сериал)
«Уро́к» — российский драматический сериал производства MEM Cinema Production. В главных ролях снялись Юра Борисов, Даниил Воробьёв, Ольга Лерман. Режиссёром сериала выступил Сергей Филатов.
Премьера состоялась 25 апреля 2025 года в онлайн-кинотеатре Okko.
Слоган проекта: «Работа над ошибками»

## Сюжет
Главный герой — популярный в прошлом рэп-исполнитель Антон. Он пережил серьёзное ДТП, в котором погибла его возлюбленная Лиза, год провёл в рехабе, откуда в итоге сбежал.
Вернувшись домой, он просит своего брата Костю отдать ему часть родительского наследства, поскольку у него нет средств к существованию. Но Константин, школьный учитель, решает принять участие в судьбе брата и предлагает ему сделку: он разделит наследство только после того, как Антон год отработает в средней школе. Бывшему музыканту приходится согласиться, и он становится преподавателем спецкурса для старшеклассников по развитию творческого потенциала.
Школьникам-подросткам сложно привыкнуть к педагогу с татуировками и необычным чувством юмора, а новоиспечённому учителю волей-неволей приходится погрузиться в мир проблем современных детей.

## Актёры и роли
| Актёр              | Роль       |
| ------------------ | ---------- |
| Юра Борисов        | Антон      |
| Даниил Воробьёв    | Константин |
| Ольга Лерман       | Вера       |
| Полина Денисова    | Аня        |
| Алёна Долголенко   | Саша       |
| Вера Енгалычева    | Соня       |
| Елизавета Карякина | Мила       |
| Аюш Очир-Горяев    | Чингиз     |
| Олег Савостюк      | Тёмыч      |
| Иван Петросян      | Гена       |
| Виталий Щербина    | Денис      |
| Роман Бордачёв     | Ринат      |
| Степан Пивкин      | Михаил     |
| Эрхан Нохоев       | Уолган     |
| Александр Кокорин  | Сёма       |

## Список серий

### 1 сезон
| Серия | Дата премьеры  |
| ----- | -------------- |
| 1     | 25 апреля 2025 |
| 2     | 2 мая 2025     |
| 3     | 9 мая 2025     |
| 4     | 16 мая 2025    |
| 5     | 23 мая 2025    |
| 6     | 30 мая 2025    |
| 7     | 6 июня 2025    |
| 8     | 13 июня 2025   |

## Производство
Производством сериала занималась кинокомпания MEM Cinema Production.
Съёмки проходили в 2024 году в Перми. Школьные эпизоды были сняты в учебном заведении «Мастерград». Среди других съёмочных локаций — Кунгурская ледяная пещера, Комсомольский проспект, набережная реки Камы .
На съёмки были приглашены студенты Пермского государственного института культуры.
11 сентября 2024 года сериал был показан в рамках программы фестиваля онлайн-кинотеатров «Новый сезон».
Трейлер сериала вышел 25 марта 2025 года.
Премьера состоялась 25 апреля 2025 года в онлайн-кинотеатре Okko.

### О сериале
Режиссёр Сергей Филатов:

Проект по большому счёту о том, как важен в жизни человека подростковый период. Период, в котором человек находится на развилке и, по сути, определяет свою будущую жизнь. Как легко нанести непоправимую травму, и как тяжело потом с этим справиться во взрослом возрасте. И если кто-то посмотрит наш сериал и обратит внимание на своего ребёнка-подростка или наоборот на своих родителей, поговорит с ними, попытается их понять — я буду счастлив.

Продюсер Гавриил Гордеев:

…это очень ответственная история, как для продакшена, который снимает (MEM Cinema Production), так и для меня, так как съёмки полностью проходят в моем родном городе, в Перми. И я очень рад, что сейчас в Перми снимают большие картины, не только выходцы Пермского края.

Актёр Юра Борисов:

Мой герой оказывается в окружении подростков, для которых поиск себя, своего места в мире и моральных ориентиров в жизни являются первостепенными вопросами. 

Актёр Даниил Воробьёв:

Я играю учителя в общеобразовательной школе, и история будет интересна всем, кто любит драму, в нашем случае психоделическую драму. 

## Реакция
Максим Ершов, онлайн-кинотеатр Okko:

Филатов ловко играется с жанрами: психологическая драма легко переходит в комедию или даже триллер. <…> Пока на экране появляются Борисов и Воробьёв, скука зрителям не грозит.
Редакция «КиноГуру»:
Актёрская пара Борисов — Воробьёв делает эту историю по-настоящему живой и глубокой. Юра Борисов, уже признанный на международной арене и любимый российской публикой, играет человека на грани. Но Антон — не просто «звезда в падении», а сложный, внутренне расколотый герой. В нём много боли, усталости и растерянности, и Борисов виртуозно балансирует между грубостью и уязвимостью.
Карина Назарова (Film.ru):
Проект боязно перехвалить, но так и хочется назвать его терапевтичным. Эффект во многом обеспечивают талантливая молодёжь, натурально живущая в своих образах, и проницательный взгляд Борисова, играющего с минимумом реплик одной мимикой.